# Павел Павлов (борец)
Вижте пояснителната страница за други личности с името Павел Павлов.
Павел Страхилов Павлов е български борец в борба класически стил, треньор по борба, спортен функционер.

## Биография
Роден е в град Костинброд на 9 юни 1953 г. Завършва Висшия институт за физическо възпитание и спорт „Георги Димитров“ в София.

## Спортна кариера
Състезава се в средна категория до 82 килорама от 1976 до 1981 г. Многократен републикански шампион. Медалист от олимпийски игри, световно, европейски и балканско първенства.
Печели бронзов медал на Световното първенство в Сан Диего през 1979 и бронзов медал на олимпиадата в Москва през 1980 г. Съща така 2 пъти печели бронзови медали на европейските първенства през 1980 и 1981 г. Завоюва сребърен медал от Балканските игри в Турция през 1974 г.
Носител е на златния пояс „Никола Петров“ през 1980 г. За успехите, които е постигнал, е награден със златен Орден на труда.

## След кариерата
След приключването на спортната си кариера е старши треньор на „Славия“ (София) и помощник-треньор на националния отбор.
Изпълнителен директор е на Обединен спортен клуб „Белица Костинброд“.
Член е на партия ГЕРБ, общински съветник е в Общинския съвет на община Костинброд.